# Campeonato Brasileiro de Ginástica Artística de 2023
O Campeonato Brasileiro de Ginástica Artística de 2023 será realizado de 15 a 20 de agosto de 2023, nas categorias adulto e infantil, em Lauro de Freitas, na Bahia. Para a definição dos medalhistas, cada atleta fez duas apresentações em dois dias, com o resultado final sendo a somatória das duas notas.

## Programação
- Terça-feira, 15 de agosto
  - 08:00 - 14:35 Competição Séries Obrigatórias Infantil
- Quarta-feira, 16 de agosto
  - 08:00 - 14:35 Competição Séries Livres Infantil
  - 14:45 - 15:30 Premiação Infantil
- Quinta-feira, 17 de agosto
  - 08:30 - 12:50 Treino de Pódio Adulto
  - 15:00 - 19:20 Treinamento Adulto
- Sexta-feira, 18 de agosto
  - 08:55 - 13:00 Competição 1ª subdivisão GAM Adulto
  - 14:00 - 16:55 Competição 1ª subdivisão GAF Adulto
  - 17:00 - 19:55 Competição 2ª subdivisão GAF Adulto
- Sábado, 19 de agosto
  - 08:30 - 19:20 Treinamento Adulto
- Domingo, 14 de agosto
  - 08:55 - 13:00 Competição 1ª subdivisão GAM Adulto
  - 09:15 - 12:10 Competição 1ª subdivisão GAF Adulto
  - 14:00 - 16:55 Competição 2ª subdivisão GAF Adulto
  - 17:10 - Premiação Adulto

## Medalhistas

### Adulto
| Evento              | Ouro | Prata | Bronze                                                                                                |
| ------------------- | --- | --- | --- |
| Masculino           | | | |
| Equipes             | AGITH Yuri Guimarães Tomás Florêncio Murilo de Souza Arthur Zanetti Felipe Bono Johnny Oshiro                    | Esporte Clube Pinheiros Patrick Correa Francisco Barreto Leonardo de Souza Diogo Paes João Perdigão Arthur Mariano | Minas Tênis Clube Bernardo Miranda Lucas Bitencourt Gabriel Faria Gustavo Pereira                     |
| Individual geral    | Yuri Guimarães AGITH                                                                                             | Patrick Correa Esporte Clube Pinheiros                                                                             | Tomás Florêncio AGITH                                                                                 |
| Solo                | Arthur Mariano Esporte Clube Pinheiros                                                                           | Arthur Zanetti AGITH                                                                                               | Tomás Florêncio AGITH                                                                                 |
| Cavalo com alças    | Diogo Soares Clube de Regatas do Flamengo                                                                        | Johnny Oshiro AGITH                                                                                                | Murilo de Souza AGITH                                                                                 |
| Argolas             | Arthur Zanetti AGITH                                                                                             | Tomás Florêncio AGITH                                                                                              | Juliano Oliva Grêmio Náutico União                                                                    |
| Salto               | Yuri Guimarães AGITH                                                                                             | Arthur Mariano Esporte Clube Pinheiros                                                                             | Juliano Oliva Grêmio Náutico União                                                                    |
| Barras paralelas    | Tomás Florêncio AGITH                                                                                            | Johnny Oshiro AGITH                                                                                                | Yuri Guimarães AGITH                                                                                  |
| Barra fixa          | Arthur Mariano Esporte Clube Pinheiros                                                                           | Patrick Correa Esporte Clube Pinheiros                                                                             | Yuri Guimarães AGITH                                                                                  |
| Feminino            | | | |
| Equipes             | Clube de Regatas do Flamengo Jade Barbosa Lorrane Oliveira Isabel Ramos Luisa Maia Rebeca Andrade Flávia Saraiva | CEGIN Julia Soares Josiany Calixto Giovana Martins Carolyne Pedro Alana Luisa Rosa Laura Kreusch                   | Grêmio Náutico União Andreza de Lima Rafaela Oliva Milleny de Souza Francine de Oliveira Nicole Bello |
| Individual geral    | Jade Barbosa Clube de Regatas do Flamengo                                                                        | Julia Soares CEGIN                                                                                                 | Lorrane Oliveira Clube de Regatas do Flamengo                                                         |
| Salto               | Andreza de Lima Grêmio Náutico União                                                                             | Larissa Machado Clube de Regatas do Flamengo                                                                       | Isabel Ramos Clube de Regatas do Flamengo                                                             |
| Barras assimétricas | Rebeca Andrade Clube de Regatas do Flamengo                                                                      | Lorrane Oliveira Clube de Regatas do Flamengo                                                                      | Jade Barbosa Clube de Regatas do Flamengo                                                             |
| Trave               | Rebeca Andrade Clube de Regatas do Flamengo                                                                      | Flávia Saraiva Clube de Regatas do Flamengo                                                                        | Julia Soares CEGIN                                                                                    |
| Solo                | Jade Barbosa Clube de Regatas do Flamengo                                                                        | Julia Soares CEGIN                                                                                                 | Lorrane Oliveira Clube de Regatas do Flamengo                                                         |

### Infantil

#### Masculino
| Evento           | Ouro                                                                        | Prata                                                                       | Bronze |
| ---------------- | --------------------------------------------------------------------------- | --------------------------------------------------------------------------- | --- |
| Equipes          | Esporte Clube Pinheiros Tiago Capella Ryan Rafael Cordeiro João Pedro Froes | Minas Tênis Clube Matheus Fernandes Diogo Souza Arthur Barbosa Davi Pereira | Clube de Regatas do Flamengo Luiz Cardozo Rafael Passos Davi Lima Christopher Santana Brayan do Nascimento João Pedro de Lira |
| Sub 14           |                                                                             |                                                                             | |
| Individual geral | Tiago Capella Esporte Clube Pinheiros                                       | Matheus Fernandes Minas Tênis Clube                                         | Luiz Cardozo Clube de Regatas do Flamengo                                                                                     |
| Solo             | Tiago Capella Esporte Clube Pinheiros                                       | Davi Lima Clube de Regatas do Flamengo                                      | Matheus Fernandes Minas Tênis Clube                                                                                           |
| Cavalo com alças | Matheus Fernandes Minas Tênis Clube                                         | Tiago Capella Esporte Clube Pinheiros                                       | Ryan Rafael Cordeiro Esporte Clube Pinheiros                                                                                  |
| Argolas          | Arthur Barbosa Minas Tênis Clube                                            | Tiago Capella Esporte Clube Pinheiros                                       | Diogo Souza Minas Tênis Clube                                                                                                 |
| Salto            | Tiago Capella Esporte Clube Pinheiros                                       | Luiz Cardozo Clube de Regatas do Flamengo                                   | Guilherme Sampaio Indaiatuba                                                                                                  |
| Barras paralelas | Tiago Capella Esporte Clube Pinheiros                                       | Davi Pereira Minas Tênis Clube                                              | Luiz Cardozo Clube de Regatas do Flamengo                                                                                     |
| Barra fixa       | Diogo Souza Minas Tênis Clube                                               | Tiago Capella Esporte Clube Pinheiros                                       | Matheus Fernandes Minas Tênis Clube                                                                                           |
| Sub 12           |                                                                             |                                                                             | |
| Individual geral | Ryan Rafael Cordeiro Esporte Clube Pinheiros                                | João Pedro Froes Esporte Clube Pinheiros                                    | Davi Lima Clube de Regatas do Flamengo                                                                                        |
| Solo             | Davi Lima Clube de Regatas do Flamengo                                      | Murillo de Camargo ADECO                                                    | Christopher Santana Clube de Regatas do Flamengo                                                                              |
| Cavalo com alças | Ryan Rafael Cordeiro Esporte Clube Pinheiros                                | João Pedro Froes Esporte Clube Pinheiros                                    | Brayan do Nascimento Clube de Regatas do Flamengo                                                                             |
| Argolas          | João Pedro Froes Esporte Clube Pinheiros                                    | Ryan Rafael Cordeiro Esporte Clube Pinheiros                                | Davi Lima Clube de Regatas do Flamengo                                                                                        |
| Salto            | Ryan Rafael Cordeiro Esporte Clube Pinheiros                                | Davi Lima Clube de Regatas do Flamengo                                      | Christopher Santana Clube de Regatas do Flamengo                                                                              |
| Barras paralelas | Ryan Rafael Cordeiro Esporte Clube Pinheiros                                | João Pedro Froes Esporte Clube Pinheiros                                    | Davi Lima Clube de Regatas do Flamengo                                                                                        |
| Barra fixa       | Ryan Rafael Cordeiro Esporte Clube Pinheiros                                | Davi Lima Clube de Regatas do Flamengo                                      | João Pedro Froes Esporte Clube Pinheiros                                                                                      |

Fonte: 

#### Feminino
| Evento              | Ouro | Prata | Bronze |
| ------------------- | --- | --- | --- |
| Equipes             | Clube de Regatas do Flamengo Julie Costa Sophia Cruz Erika de Oliveira Gabriella dos Santos Yasmin Félix Ana Paula Delgado | Esporte Clube Pinheiros Izabella Machado Sophia Carvalho Sophia Gomes Melissa Dulci Manuella Chiorboli Yasmin Serra | Grêmio Náutico União Ana Clara Simões Rafaela Denardi Anita Schmitt Isadora Marques Leticia Caminha Manuela Borba |
| 12 anos             | | | |
| Individual geral    | Julie Costa Clube de Regatas do Flamengo                                                                                   | Sophia Cruz Clube de Regatas do Flamengo                                                                            | Izabella Machado Esporte Clube Pinheiros                                                                          |
| Salto               | Julie Costa Clube de Regatas do Flamengo                                                                                   | Sophia Cruz Clube de Regatas do Flamengo                                                                            | Erika de Oliveira Clube de Regatas do Flamengo                                                                    |
| Barras assimétricas | Julie Costa Clube de Regatas do Flamengo                                                                                   | Sophia Carvalho Esporte Clube Pinheiros                                                                             | Izabella Machado Esporte Clube Pinheiros                                                                          |
| Trave               | Julie Costa Clube de Regatas do Flamengo                                                                                   | Erika de Oliveira Clube de Regatas do Flamengo                                                                      | Izabella Machado Esporte Clube Pinheiros                                                                          |
| Solo                | Julie Costa Clube de Regatas do Flamengo                                                                                   | Sophia Cruz Clube de Regatas do Flamengo                                                                            | Izabella Machado Esporte Clube Pinheiros                                                                          |
| 10 e 11 anos        | | | |
| Individual geral    | Brenda de Oliveira CEGIN                                                                                                   | Yasmin Félix Clube de Regatas do Flamengo                                                                           | Ana Paula Delgado Clube de Regatas do Flamengo                                                                    |
| Salto               | Ana Paula Delgado Clube de Regatas do Flamengo                                                                             | Brenda de Oliveira CEGIN                                                                                            | Laura da Costa Clube de Regatas do Flamengo                                                                       |
| Barras assimétricas | Brenda de Oliveira CEGIN                                                                                                   | Yasmin Félix Clube de Regatas do Flamengo                                                                           | Ana Paula Delgado Clube de Regatas do Flamengo                                                                    |
| Trave               | Brenda de Oliveira CEGIN                                                                                                   | Ana Paula Delgado Clube de Regatas do Flamengo                                                                      | Millena Lima Clube de Regatas do Flamengo                                                                         |
| Solo                | Brenda de Oliveira CEGIN                                                                                                   | Yasmin Félix Clube de Regatas do Flamengo                                                                           | Millena Lima Clube de Regatas do Flamengo                                                                         |

Fonte: 

## Clubes participantes
- Associação de Pais e Mestres (APAM Setor Leste)
- Karina Carvalho Ginástica Artística (KCGA)
- Associação MS Ginástica Artística (MSGA)
- Minas Tênis Clube (MTC)
- Centro de Excelência de Ginástica do Paraná (CEGIN)
- Instituto de Ginastica Artística Paranaense (IGAP)
- Bello Salto Ginástica Artística (Bello Salto)
- Clube de Regatas do Flamengo (CRF)
- Fluminense Football Club (FFC)
- Grêmio Náutico União (GNU)
- Sociedade de Ginástica Porto Alegre (SOGIPA)
- Associação Desportiva Instituto Estadual de Educação (ADIEE)
- Jurerê Sports Center (JSC)
- Associação Atlética Banco do Brasil (AABB)
- Associação Desportiva Centro Olímpico (ADECO)
- Associação de Ginástica Di Thiene de Pais e Mestres (AGITH)
- Centro de Iniciação em Ginásticas (CIG)
- Esporte Clube Pinheiros (ECP)
- Prefeitura Municipal de Indaiatuba (Indaiatuba)
- Prefeitura de Osasco (Osasco)
- SESI São Paulo (SESI-SP)